# 199950 Sierpc
199950 Sierpc este un asteroid din centura principală de asteroizi.

## Descriere
199950 Sierpc este un asteroid din centura principală de asteroizi. A fost descoperit pe 16 aprilie 2007 la Charleston, Illinois la observatorul Astronomical Research Observatory. Asteroidul prezintă o orbită caracterizată de o semiaxă mare de 2,41 ua, o excentricitate de 0,14 și o înclinație de 7,7° în raport cu ecliptica.